# ينز ليمان (دراج)
ينز ليمان (بالألمانية: Jens Lehmann) مواليد 19 ديسمبر 1967 في ساكسونيا أنهالت، ألمانيا الشرقية، هو دراج ألماني. شارك في دورة الألعاب الأولمبية الصيفية وفاز بميدالية أولمبية.

## الميداليات
| الميدالية | المسابقة                       |
| --------- | ------------------------------ |
| ذهبية     | الألعاب الأولمبية الصيفية 1992 |
| ذهبية     | الألعاب الأولمبية الصيفية 2000 |
| فضية      | الألعاب الأولمبية الصيفية 1992 |
| فضية      | الألعاب الأولمبية الصيفية 2000 |

## روابط خارجية
- ينز ليمان على موقع أرشيف الدراجات (الإنجليزية)
- ينز ليمان على موقع إحصائيات الدراجات الإحترافية (الإنجليزية)
- ينز ليمان على موقع CycleBase (الإنجليزية)
- ينز ليمان على موقع اللجنة الأولمبية الدولية (الإنجليزية)
- ينز ليمان على موقع أوليمبيديا (الإنجليزية)